# Rickmer Clasen Rickmers

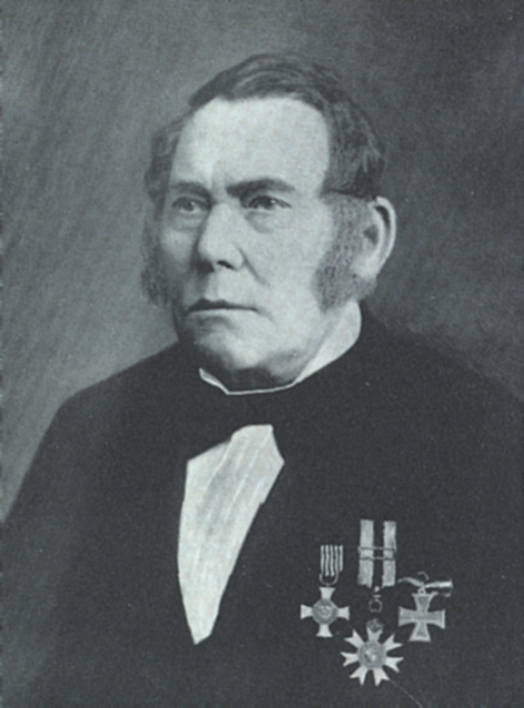
Rickmer Clasen Rickmers mit dem Abzeichen des Order of St Michael and St George (Mitte), den er nach den Hamburger Nachrichten vom 19. August 1885 anlässlich der Einweihung des von ihm gestifteten Helgoländer Kirchturms verliehen bekam.

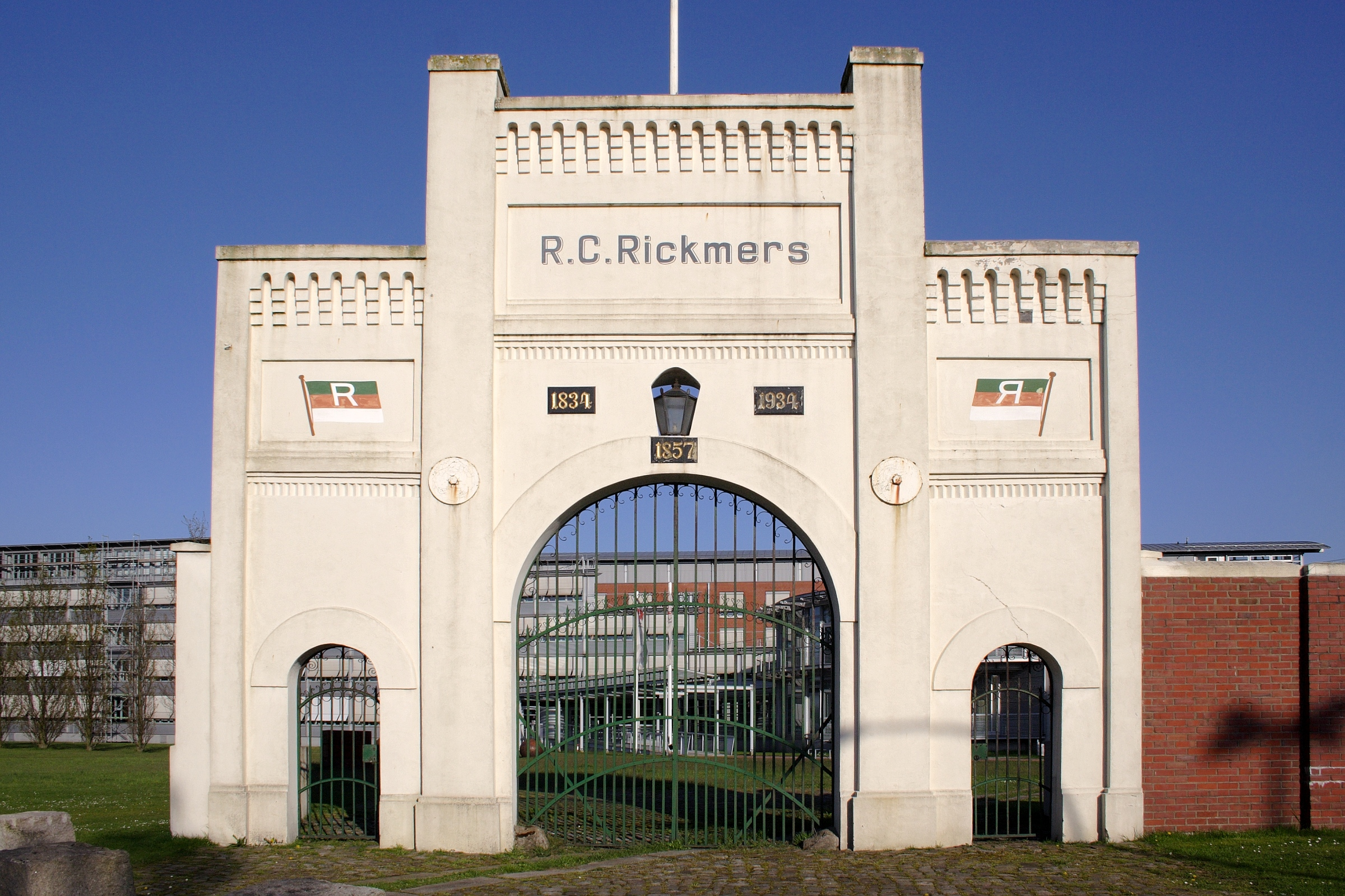
Portal der Rickmerswerft an der Grimsbystraße in Bremerhaven

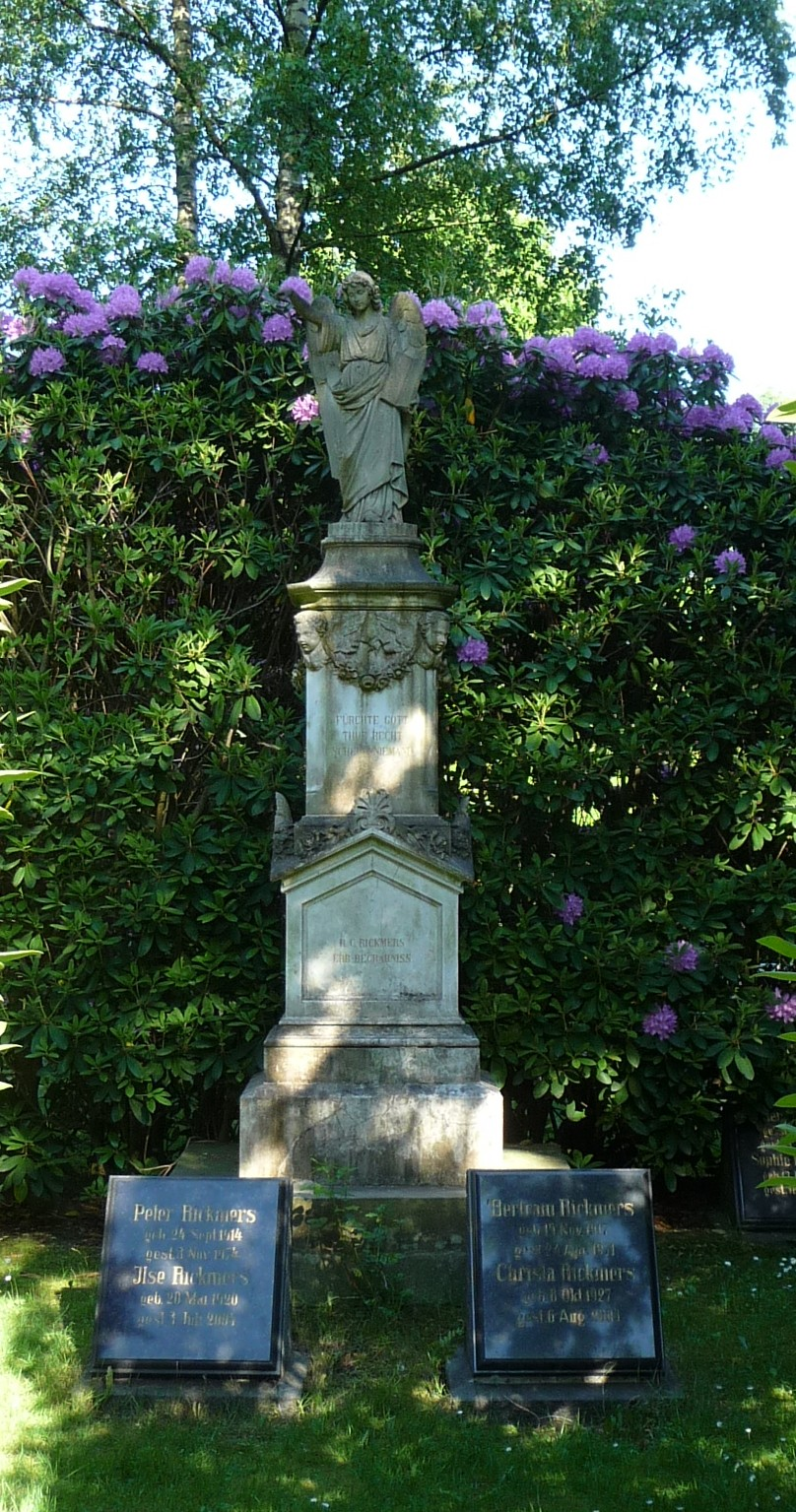
Erbbegräbnis von Rickmer Clasen Rickmers auf dem Bremerhavener Friedhof in Wulsdorf

Rickmer Clasen Rickmers (* 7. Januar 1807 auf Helgoland; † 27. November 1886 in Bremerhaven) war ein deutscher Werftbesitzer, Reederei-Gründer und Reiskaufmann.

## Biografie
Rickmers stammte aus einer Schifferfamilie. Er war der Sohn des Fischers und Lotsen Peter Andres Rickmers und dessen Ehefrau Deike Rickmers, geb. Hornsmann. Nach der Schulausbildung absolvierte er zunächst eine Lehre als Schiffszimmermann auf Helgoland. Er fuhr dann auf Hamburger Schiffen zur See. 1831 heiratete er Etha Reimers im ostfriesischen Esens, weil der Vater der Braut seine Einwilligung nicht gab und der Pfarrer auf Helgoland deshalb die Trauung nicht vornehmen wollte. Sie hatten drei Söhne: Andreas (1835–1924), Peter (1838–1902) und Wilhelm (Willy) (1844–1891), die die Unternehmen des Gründers weiter betrieben.
1832 zog er nach Bremerhaven und arbeitete als Meisterknecht auf der Werft von Cornelius Jantzen Cornelius. 1834 machte er sich selbstständig und gründete die Werft R.C. Rickmers mit einem eigenen Werftplatz. Anfang 1842 kaufte Rickmers zusammen mit J. H. C. Winkler und Blasius & Imhoff aus Bremen die Schoner Weser und Athene. Beide Schiffe waren für die Beförderung von Auswanderern nach Nordamerika bestimmt. Damit war endgültig der Grundstein für die 1866 gegründete Rickmers Rhederei gelegt. Die zunehmende Auswanderung nach Amerika brachte für die Reedereien in Hamburg und Bremen/Bremerhaven nach den Kriegsjahren 1848/49 einen enormen Aufschwung.
1857 zog die Werft auf einen neuen Platz mit 65.000 Quadratmetern in Geesthelle um, eine Halbinsel, die von einer Schleife der Geeste gebildet wurde. Das Unternehmen gehörte jetzt zu Geestemünde, Rickmers behielt aber bis 1873 den Bremerhavener Werftplatz. Gleichzeitig mit der Werft ließ Rickmers eine Häuserreihe für Arbeiter und Angestellte errichten. Zwischen Werft und Arbeiterwohnviertel ließ er sich in einem drei Morgen großen Garten sein Wohnhaus, die Villa Nizza, erbauen.
Schon 1870 wurde die Ostasienfahrt zum Mittelpunkt seines Reedereigeschäftes. Die Schnell-Segler der Rickmers-Reederei beförderten Millionen Säcke Reis als Rückfracht. 1872 beteiligte sich Rickmers an der Bremer Reisfirma Ichon & Co., die er sechs Jahre später ganz übernahm. 1884 war Rickmers Reismühle weltweit das größte Unternehmen dieser Art.
Als Techniker entwickelte Rickmers einen modernen Segelschiffstyp, den er nordamerikanischen Vorbildern nachbaute. Ein großer Wurf gelang auch mit dem Rickmers-Segler Rickmer Rickmers, der 1896 unter der Baunummer 92 den Helgen der Werft verließ und nach seinem Enkelsohn benannt wurde. Da Rickmers den Bau von Stahlschiffen ablehnte, wurden bis zu seinem Tod nur Holzschiffe gebaut. Anfang der 1850er Jahre beschäftigte die Rickmers-Werft über 300 Zimmerleute.
Kurz vor seinem Tode beteiligte sich Rickmers noch an der Gründung der Deutsche Dampfschifffahrts-Gesellschaft „Hansa“ in Bremen, zu deren Hauptaktionären er gehörte. Zu seinen Gründungen gehörte 1871 auch die Geestemünder Bank. 1872 wurde er zum Kommerzienrat ernannt.
Das Lebensmotto von Rickmers lautete „Fürchte Gott – Thue Recht – Scheue Niemand“. Bei seinem Tod 1886 hinterließ der umtriebige Unternehmer seinen drei Söhnen nicht nur die Rickmers Reismühle, seinerzeit größte Reismühle Europas, sondern einen weltweit agierenden Schifffahrts- und Handelskonzern. Heute existiert die Firma Rickmers in der fünften Generation.

### Ehrungen
- Die Rickmersstraße in Bremerhaven-Lehe wurde nach ihm und seiner Familie benannt.
- Das Museumsschiff Rickmer Rickmers im Hamburger Hafen ist nach dem Enkel des Firmengründers benannt.

### Sonstiges
- Sein Vater Peter Andres Rickmers (* 10. April 1782 auf Helgoland; † 11. Mai 1873 in Bremerhaven) wurde auf dem Friedhof Lehe II in Bremerhaven beigesetzt.